# スルプスカ共和国の大統領
スルプスカ共和国の大統領（スルプスカきょうわこくのだいとうりょう、セルビア語: Предсједник Републике Српске）は、スルプスカ共和国の元首である。

## 概要
スルプスカ共和国（ボスニア・ヘルツェゴビナ・セルビア人共和国）は、ボスニア・ヘルツェゴビナ紛争中の1992年に、ボスニア・ヘルツェゴビナにおけるセルビア人主体の国家として建国を宣言した。1995年のデイトン和平合意以降は、ボスニア・ヘルツェゴビナを構成する2つの構成体のひとつとして、その存在がボスニア・ヘルツェゴビナ国内外に認められるようになった。

## 大統領の一覧
| 代   | 大統領                                         | 大統領                  | 所属政党                                  | 期                              | 在任期間                        | 在任期間    | 備考                        |
| ---- | ---------------------------------------------- | ----------------------- | ----------------------------------------- | ------------------------------- | ------------------------------- | ----------- | --------------------------- |
| 001  | ラドヴァン・カラジッチ Radovan Karadzic        |                         | セルビア民主党 （SDS）                    | －                              | 1992年4月7日 - 1996年7月19日    | 4年 + 103日 |                             |
| 002  | ビリャナ・プラヴシッチ Biljana Plavsic         |                         | セルビア民主党 （SDS）                    | 1                               | 1996年7月19日 - 1997年8月       | 2年 + 108日 |                             |
| 0(2) | ビリャナ・プラヴシッチ Biljana Plavsic         | セルビア国民連合 （RS） | 1997年8月 - 1998年11月4日                 | 1                               | 新党結成                        | 2年 + 108日 |                             |
| 003  | ニコラ・ポプラシェン Nikola Poplašen           |                         | スルプスカ共和国 ・セルビア急進党 （СРС） | 2                               | 1998年11月4日 - 1999年9月2日    | 302日       | 任期満了前に解任            |
| 004  | ミルコ・シャロヴィッチ Mirko Šarović           |                         | セルビア民主党 （SDS）                    | 3                               | 2000年1月26日 - 2002年11月28日  | 2年 + 306日 |                             |
| 005  | ドラガン・チャヴィッチ Dragan Čavić            |                         | セルビア民主党 （SDS）                    | 4                               | 2002年11月28日 - 2006年11月9日  | 3年 + 346日 |                             |
| 006  | ミラン・イェリッチ Milan Jelić                 |                         | 独立社会民主同盟 （СНСД）                 | 5                               | 2006年11月9日 - 2007年9月30日   | 325日       | 在任中に死去                |
| 00－ | イゴル・ラドイチッチ Igor Radojičić            |                         | 独立社会民主同盟 （СНСД）                 | 5                               | 2007年10月1日 - 2007年12月28日  | 88日        | 大統領代行 （国民議会議長） |
| 007  | ライコ・クズマノヴィッチ Rajko Kuzmanović      |                         | 独立社会民主同盟 （СНСД）                 | 6                               | 2007年12月28日 - 2010年11月15日 | 2年 + 322日 |                             |
| 008  | ミロラド・ドディク Milorad Dodik               |                         | 独立社会民主同盟 （СНСД）                 | 7                               | 2010年11月15日 - 2014年11月19日 | 8年 + 4日   | 第10代大統領                |
| 008  | ミロラド・ドディク Milorad Dodik               | 8                       | 独立社会民主同盟 （СНСД）                 | 2014年11月15日 - 2018年11月19日 |                                 | 8年 + 4日   |                             |
| 009  | ジェリカ・ツヴィヤノヴィッチ Željka Cvijanović |                         | 独立社会民主同盟 （СНСД）                 | 9                               | 2018年11月19日 - 2022年11月15日 | 3年 + 361日 |                             |
| 010  | ミロラド・ドディク Milorad Dodik               |                         | 独立社会民主同盟 （СНСД）                 | 10                              | 2022年11月15日 - （現職）       | 2年 + 117日 | 第8代大統領                 |